# Ludwig Briegier
Ludwig Briegier (Glatz, 26 luglio 1849 – Berlino, 18 ottobre 1919) è stato un medico e docente tedesco, professore di medicina alla Humboldt-Universität zu Berlin. È noto per essere stato il primo scienziato a coniare il termine tossina.

## Biografia
Ludwig Brieger studiò medicina all'Università di Breslavia, all'Università di Strasburgo, all'Università di Vienna e all'Università di Berlino e venne abilitato alla professione nel 1874 con una tesi sulla Gangraena pulmonis. Fondò assieme ad altri medici lo Zeitschrift für die experimentelle Pathologie und Therapie.
Studiò i disordini metabolici e le malattie infettive dove scoprì le basi della natura dei batteri. Nel 1885 isolò per primo la cadaverina e nel 1890 mentre studiava la Salmonella Typhimurium, coniò il termine tossina.

## Opere
- Ueber Ptomaine (Cadaveralkaloïde) mit Bezugnahme auf die bei gerichtlich-chemischen Untersuchungen zu berücksichtigenden Pflanzengifte, C. Lehmann, 1882
- Weitere Untersuchungen über Ptomaine, A. Hirschwald, 1885